# Moedas de euro neerlandesas

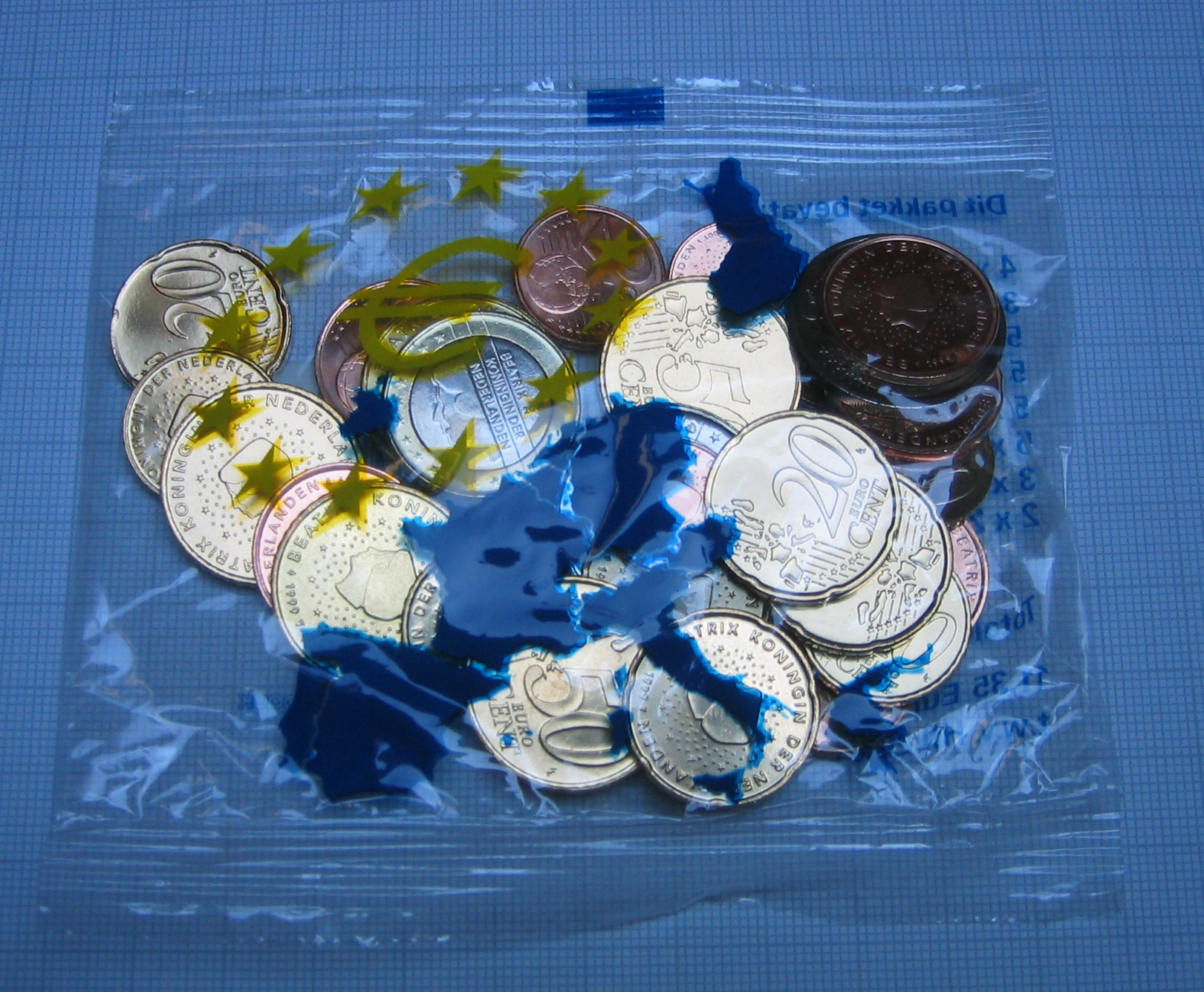
As primeiras moedas de euro neerlandesas

As moedas de euro neerlandesas apresentam dois desenhos da autoria de Bruno Ninaber van Eyben, sendo que ambos representam um retrato ou efígie da Rainha Beatriz dos Países Baixos. Todas as moedas partilham como elementos comuns as 12 estrelas da União Europeia e o ano de cunhagem.
| € 0,01                                                                                  | € 0,02                                                                                  | € 0,05                                                                         |
| --------------------------------------------------------------------------------------- | --------------------------------------------------------------------------------------- | ------------------------------------------------------------------------------ |
|                                                                                         |                                                                                         |                                                                                |
| Efígie da Rainha Beatriz, com o seu título na borda                                     | Efígie da Rainha Beatriz, com o seu título na borda                                     | Efígie da Rainha Beatriz, com o seu título na borda                            |
| € 0,10                                                                                  | € 0,20                                                                                  | € 0,50                                                                         |
|                                                                                         |                                                                                         |                                                                                |
| Efígie da Rainha Beatriz, com o seu título na borda                                     | Efígie da Rainha Beatriz, com o seu título na borda                                     | Efígie da Rainha Beatriz, com o seu título na borda                            |
| € 1,00                                                                                  | € 2,00                                                                                  | € 2 (rebordo)                                                                  |
|                                                                                         |                                                                                         | O rebordo da moeda apresenta as palavras GOD ZIJ MET ONS (Deus Esteja Conosco) |
| Efígie da Rainha Beatriz, com o seu título inscrito verticalmente como no antigo florim | Efígie da Rainha Beatriz, com o seu título inscrito verticalmente como no antigo florim |                                                                                |

Nota: Para visualizar as imagens do lado comum e para ter uma descrição detalhada das moedas, ver moedas de euro.

## Moedas comemorativas de 2 euros
| Ano  | Ocasião                                                                    | Volume    | Nota                    |
| ---- | -------------------------------------------------------------------------- | --------- | ----------------------- |
| 2007 | 50º Aniversário da Assinatura do Tratado de Roma                           | 6,333,000 | moeda comumente emitida |
| 2009 | Dez anos de União Econômica e Monetária (UEM) e da introdução do euro      | 5,300,000 | moeda comumente emitida |
| 2011 | 500º Aniversário da Publicação do Elogio da Loucura por Erasmo de Roterdão | 4,000,000 |                         |
| 2012 | 10º Aniversário das moedas e notas de euro 3.500.000                       | 3,500,000 | moeda comumente emitida |
| 2013 | Coroação do Rei Guilherme Alexandre                                        | 7,200,000 |                         |
| 2013 | 200º Aniversário do Reino dos Países Baixos                                | 3,500,000 |                         |
| 2014 | Duplo retrato dos Reis                                                     | 5,000,000 |                         |
| 2015 | 30º aniversário da Bandeira europeia                                       | ?         |                         |
| 2022 | 35º aniversário do programa Erasmus                                        | ?         |                         |